# Saissac (Aude)
Saissac (en occità Saissac) és un municipi de França de la regió d'Occitània, al departament de l'Aude. El 2021 tenia 918 habitants.